# 팀 하비

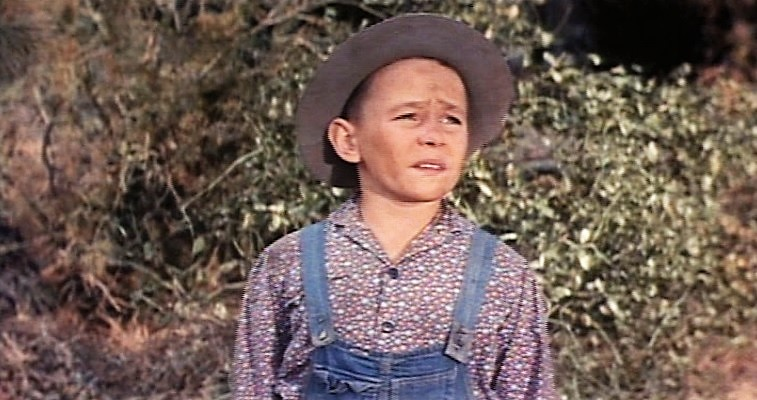

팀 하비(Tim Hovey, 1945년 6월 19일 ~ 1989년 9월 9일)는 미국의 배우, 리코딩 엔지니어, 텔레비전 배우, 작곡가 겸 작사가, 기타 연주자이다.
로스앤젤레스에서 태어났으며 왓슨빌에서 사망하였다. 사인은 중독이다.

## 영화
- 데스터네이션 트루스 (2007년) - 본인 역
- 여왕벌 (1955년)